# Від зими до зими
«Від зими до зими» (рос. «От зимы до зимы») — радянський художній фільм 1981 року. За романом Володимира Бєляєва «У ті холодні дні».

## Сюжет
Директор металургійного заводу отримує завдання за короткий термін (від зими до зими) освоїти випуск нової марки сталі, необхідної для будівництва газопроводу на Крайній Півночі. Колектив заводу під керівництвом професіонала розв'язує технологічні проблеми та успішно виконує завдання.

## У ролях
- Всеволод Ларіонов —  Сергій Тарасович Косачов, директор металургійного заводу
- Всеволод Санаєв —  Павло Михайлович, міністр
- Євген Шутов —  Петро Семенович Воронков, співробітник заводу, однополчанин Косачова
- Борис Щербаков —  Микола Шкуратов, робітник
- Валентина Грушина — Ніна, дружина Поспєлова
- Тетяна Кречетова —  Алька
- Любов Стриженова — Клавдія Іванівна Косачова
- Марія Виноградова — тітка Даша
- Борис Борисов —  Поспєлов
- Людмила Бєлоусова — Тамара Сергіївна
- Євген Буренков — Никифор Данилович Шкуратов
- Юрій Гусєв — Кирило Миколайович Водников
- Юрій Леонідов —  Олег Миколайович Уломов, співробітник заводу
- Віктор Філіппов —  Волков, начальник відділу кадрів
- Олексій Алексєєв — доктор
- Олександра Харитонова —  Олена Воронкова, дружина Петра Воронкова
- Сергій Юртайкин — конвертерник
- Іван Воронов — учасник наради
- Анатолій Ведьонкин — Андрій Шкуратов
- Валентина Березуцька — дружина Никифора Шкуратова
- Шавкат Газієв — інженер-конструктор заводу
- Віра Бурлакова — секретар міністра
- Ігор Кашинцев — Валентин
- Марина Лобишева-Ганчук — секретар
- Раїса Рязанова — дружина Андрія Шкуратова
- Тетяна Назарова — Маша
- Олександра Харитонова — Альона Воронкова
- Олег Савосін — куркуль
- Володимир Ткалич — інженер-конструктор

## Знімальна група
- Режисер: Олег Нікітін
- Автор сценарію: Володимир Бєляєв
- Оператор: Анатолій Кузнецов
- Художник-постановник: Едуард Хагагортян
- Художник: Геннадій М'ясников
- Композитор: Едуард Хагагортян